# Completo
Le completo (« complet » en français) est un sandwich typique du Chili et aussi l’un des plus populaires du pays. Il s’agit d’une modification locale du hot-dog dont la base se compose d’un pain de forme allongée et d’une saucisse au milieu avec des variations dans les ingrédients comme des avocats, tomates, mayonnaise, moutarde, ketchup, et en plus, de sauce américaine et de choucroute, entre autres.
Il existe plusieurs variations du completo selon la combinaison des ingrédients comme le completo italiano et le completo completo. La taille du completo est normalement plus grande que le hot-dog américain.
Au Chili, il existe des grandes chaînes de restaurants dédiées à l’élaboration du completo, cependant il est un plat typiquement consommé dans des petits restaurants et aussi dans les carritos, c’est-à-dire des camions de nourriture qui se trouvent dans la rue.

## Origine

### Histoire
Le completo apparaît en 1920 au Chili, comme une proposition culinaire de Eduardo Bahamondes, le propriétaire du restaurant Quick Lunch Bahamondes localisé à l’intérieur du Portal Fernández Concha, près de la Plaza de Armas à Santiago du Chili. Il adapte l’idée du hot-dog des États-Unis selon les goûts des Chiliens, en ajoutant d'autres ingrédients comme de l’avocat (toujours écrasé ou en purée), de la tomate (toujours coupée en petits morceaux), de la choucroute, etc..

### Étymologie
Le mot completo vient de l’impopularité au Chili des ingrédients utilisés dans le hot-dog américain. Par conséquent, il faut completar (« compléter » en français) la formule du sandwich avec des autres éléments aimés par les Chiliens.

## Typologie

### Types decompleto
Le completo a beaucoup de variations pour sa préparation en fonction de la combinaison des ingrédients et des sauces utilisées, toujours avec une base de pain à hot-dog et d’une saucisse.
Chaque combinaison a son propre nom, par exemple : 
- completo (« le complet ») : tomate, choucroute, mayonnaise. C’est la version traditionnelle ;
- italiano (« l’italien ») : tomate, avocat, mayonnaise. C’est la version la plus populaire. Son nom vient de la similitude des couleurs des ingrédients utilisés avec le drapeau de l’Italie (blanc pour la mayonnaise, vert pour l’avocat, et rouge pour la tomate) [5] ;
- especial (« le spécial ») : mayonnaise. C’est le plus similaire au hot-dog classique ou l’américain ;
- tomate-mayo : tomate, mayonnaise ;
- dinámico (« le dynamique ») : tomate, avocat, salsa americana, sauce verte, mayonnaise ;
- chemilico : œuf brouillé ;
- a lo pobre (« à la pauvre ») : œuf, oignon frit, fromage. Il est similaire au bistec a lo pobre (« steak à la pauvre » en français), un autre plat typique au Chili.

### Variations inspirées par lecompleto
La formule du completo est utilisée pour élaborer d'autres sandwichs. On ajoute à la fin de leur nom le suffixe pleto, par exemple : le sopaipleto (il remplace le pain par une sopaipilla ou une pâte de blé frite), le papapleto (il remplace la saucisse par des frites), ou le sushipleto (il remplace le pain par du riz). Il existe aussi le as, qui remplace la saucisse par la viande de churrasco (« grillade » en français).

## Lieux de commercialisation

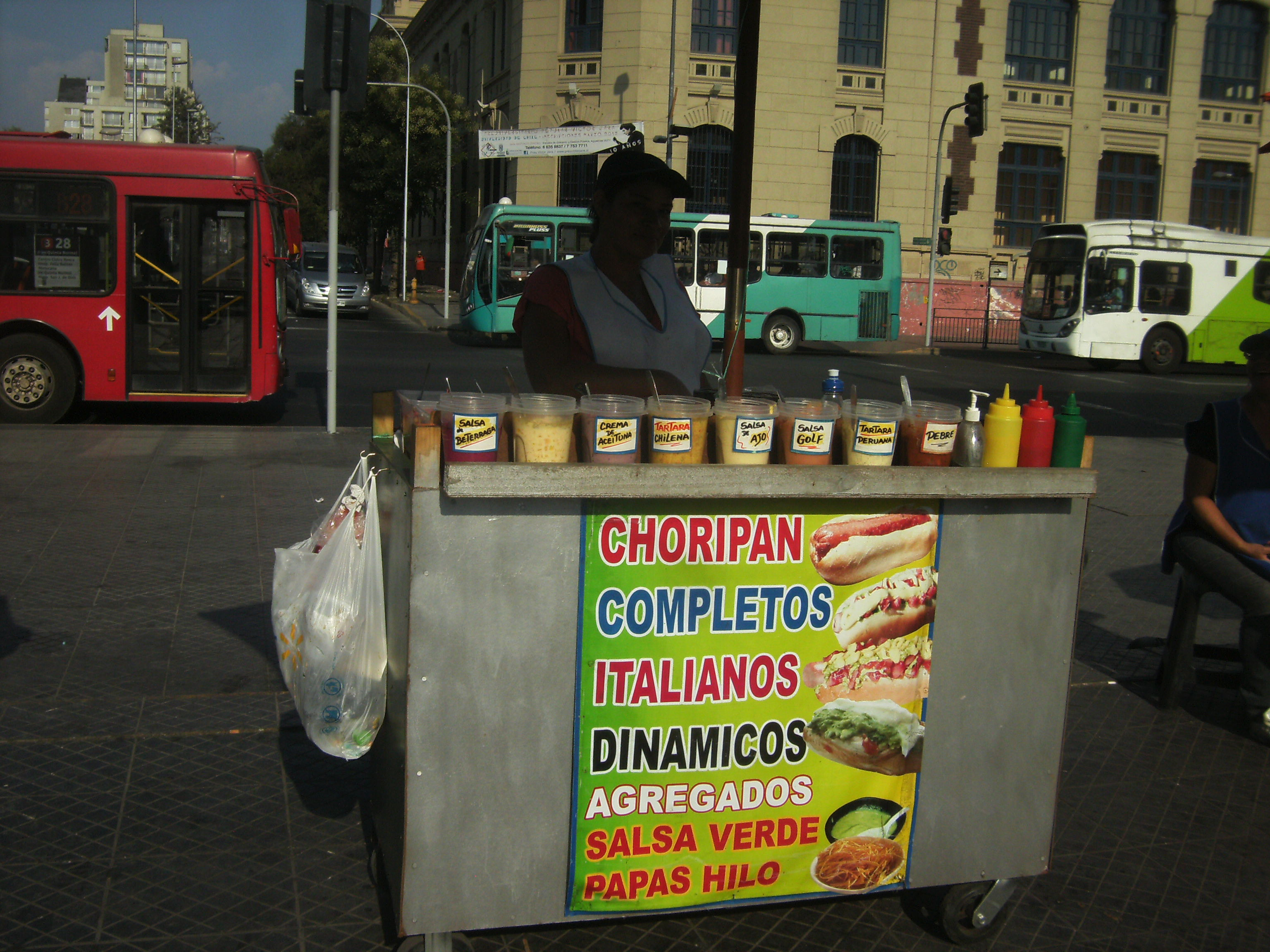
Un carrito (camion de nourriture) qui vend des completos.

De grandes chaînes de restauration vendent le completo à travers tout le pays. Les plus importantes sont Doggis, dédiée exclusivement à l’élaboration des completos, et Dominó, qui commercialise aussi des autres types de sandwichs.
À côté de cela, le completo continue d’être un plat servi dans de nombreux restaurants, particulièrement dans des lieux qui ne font pas partie des grandes chaînes. Les plus typiques sont La Fuente Alemana et Elkika Ilmenau, tous à Santiago du Chili.
En plus, le completo est vendu dans la rue, dans des petits camions de nourriture qui sont dénommés carritos. Normalement, les carritos vendent le completo moins cher que les restaurants.

## Influence dans la culture chilienne
Habituellement, le completo est un sandwich servi au déjeuner ou au dîner, qui est consommé à la main (sans fourchette et sans couteau). Ainsi, cela montre une culture chilienne plutôt pragmatique, avec une capacité de manger al paso (« en passant » en français).
De surcroît, chaque année pendant le mois de mai, le pays célèbre le jour du Completo où de nombreux restaurants offrent des promotions ou réductions sur le completo.